# Chodorów (hromada)
Chodorów – hromada miejska w rejonie stryjskim obwodu lwowskiego Ukrainy. Siedzibą hromady jest Chodorów.
Hromadę utworzono 8 września 2015 roku w ramach reformy decentralizacji.

## Miejscowości hromady
W skład hromady wchodzą 1 miasto i 43 wsie.

- Chodorów – miast, siedziba hromady
- Borodczyce
- Bortniki
- Borusów
- Borynicze
- Bryńce Cerkiewne
- Bryńce Zagórne
- Brzezina
- Bukowina
- Czarny Ostrów
- Czeremchów
- Czyżyce
- Demidów
- Dobrowlany
- Drochowycze
- Duliby
- Dziewiętniki
- Holeszów
- Hołdowice
- Horodyszcze
- Horodyszczenśke
- Hrusiatycze
- Jatwięgi
- Juszkowce
- Kalinówka
- Kamjane
- Leszczyn
- Łapszyn
- Łuczany
- Mołodyńcze
- Mołotów
- Nowosielce
- Ottyniowice
- Podliski
- Podniestrzany
- Rudkiwci
- Sadki
- Suchrów
- Wierzbica
- Wołczatycze
- Wybranówka
- Zagóreczko
- Zaleśce
- Żyrawa